# Sylvanus Olympio
Sylvanus Olympio (født 6. september 1902, død 13. januar 1963) var Togos første præsident.
Olympio var premierminister af Togo 1958-61 og præsident 1961-63. Han blev myrdet i et militærkup ledet af Étienne Eyadéma.
Hans søn Gilchrist Olympio er en oppositionsleder i nuværende Togo.
1. ↑  Navnet er anført på engelsk og stammer fra Wikidata hvor navnet endnu ikke findes på dansk.